# صلاح الدين بارجيشو
صلاح الدين بارجيشو (31 مايو 1994 بإثيوبيا - ) هو لاعب كرة قدم إثيوبي في مركز الدفاع. شارك مع منتخب إثيوبيا لكرة القدم. أما مع النوادي، فقد لعب مع نادي سانت جورج.